# Кардаш, Ярослав Константинович
Ярослав Константинович Кардаш (бел. Яраслаў Канстанцінавіч Кардаш; род. 3 мая 1991 года, Лида, Беларусь) — белорусский борец классического стиля. Многократный чемпион Беларуси. Мастер спорта международного класса.

## Биография
Воспитанник СДЮШОР № 3 Лидского района, первым тренером являлся Игорь Вардис.

## Спортивная карьера
Кардаш финалист первенства Европы среди кадетов 2008 года в Латвии, где он уступил лишь в финальном поединке россиянину Чингизу Лабазанову. Ярослав победитель первенства Республики Беларусь среди юниоров 2010 года, так же Кардаш имеет в своем активе множества медалей разных проб с республиканских и международных турниров. Он призёр гран-при Германии (2012-14), Азербайджана (2012), Кубка Алроса (2015), турнира памяти Вехби Эмре (2013), турнир памяти Олега Караваева (2012, 2014, 2015, 2016, 2018). Победитель чемпионата мира среди студентов 2012 года. Участник чемпионатов Европы (2012, 2013, 2014, 2019) и мира (2014). Чемпион Республики Беларусь (2012, 2014, 2016, 2022, 2023, 2024)

## Спортивные достижения
Национальный уровень
- 2012, 2014, 2016, 2022, 2023, 2024, 2025 Чемпионат Беларуси — ;
- 2013, 2015 Чемпионат Беларуси — ;
- 2017, 2018, 2019 Чемпионат Беларуси — ;

Международный уровень
- 2008 Первенство Европы среди кадетов — ;
- 2012 Чемпионат мира среди студентов — ;
- 2012 Гран-при Германии — ;
- 2012 Гран-при Азербайджана — ;
- 2013 Вехби Эмре — ;
- 2016 Олег Караваев — ;
- 2012, 2014, 2015, 2018 Олег Караваев — ;
- 2015 Кубок Алроса — ;

## Личная информация
Кардаш живет и тренируется в городе Гродно. Выпускник Гродненского государственного университета им. Я. Купалы.